# Riserva naturale di Barsa-Kelmes
La riserva naturale di Barsa-Kelmes (russo: Барсакельмесский заповедник / Barsakelmeski sapowednik; kazako: Барсакелмес қорығы / Barsakelmes Qoryghy) è una riserva naturale del Kazakistan situata nella zona del lago d'Aral. Protegge l'ex isola del lago d'Aral di Barsa-Kelmes e comprende anche ampie zone circostanti del fondo del lago ora all'asciutto. Attualmente si estende su 106.000 ettari ed è fortemente influenzato dal prosciugamento del lago d'Aral. L'arido territorio della riserva è abitato, tra gli altri, da asini selvatici asiatici, saighe e gazzelle gozzute.
Due porzioni della riserva (corrispondenti alle due ex-isole di Barsa-Kelmes e Kaskakulan) fanno parte del sito seriale Deserti freddi invernali del Turan, iscritto nel 2023 nella lista dei patrimoni dell'umanità dell'UNESCO.

## Geografia
L'isola di Barsa-Kelmes venne dichiarata riserva nel 1939. Si trova nella regione del lago d'Aral e comprende aree che una volta si trovavano sotto il livello dell'acqua, ma sono oggi all'asciutto. Originariamente comprendeva la sola ex isola di Barsa-Kelmes, ma nel 2006 l'area della riserva è stata ingrandita di dieci volte e ora include anche altre ex isole e zone ora all'asciutto, per una superficie complessiva di 106.000 ettari. La riserva è costituita da due nuclei: uno comprendente l'ex isola di Barsa-Kelmes e l'altro le altre due ex isole di Kaskakulan e Uzun-Kair.

## Flora
La vegetazione è costituita prevalentemente da steppe aride. La superficie un tempo occupata dal fondo del lago è divenuta oggi una distesa di paludi salate e dune di sabbia.

## Fauna
I principali ospiti della riserva sono l'asino selvatico asiatico, la gazzella gozzuta e la saiga. Questi ungulati furono volontariamente introdotti dall'uomo sull'isola di Barsa-Kelmes quando essa venne designata come area protetta. Nel 1983 vivevano qui 200 saighe, 160 gazzelle e 240 asini. Tuttavia, man mano che la popolazione degli asini si avvicinava a quella massima che l'ambiente poteva sostenere, molti esemplari sono stati trasferiti in altre riserve. Nel 2008, vivevano nella riserva 273 asini, 170 saighe e 67 gazzelle. Altre specie di mammiferi qui presenti sono il lupo, la volpe rossa, la volpe corsac, la lepre di Tolai, il cricetulo migratorio, vari gerboa del genere Allactaga, il riccio dalle orecchie lunghe e vari citelli. Complessivamente, nella riserva si trovano 27 specie di mammiferi. La riserva ospita inoltre circa 175 specie di uccelli, 22 specie di rettili e due specie di anfibi.